# Маккоми, Энди
Э́ндрю «Э́нди» Макко́ми (англ. Andrew (Andy) McCombie; 30 июня 1876 — 28 марта 1952) — шотландский футболист, который играл на позиции правого защитника за клубы из Северо-Восточной Англии: «Сандерленд» и «Ньюкасл Юнайтед». Он выигрывал чемпионский титул Футбольной лиги с обоими клубами и дважды доходил до финала кубка Англии. Он продолжал свою спортивную карьеру в качестве члена тренерского штаба «Ньюкасла».

## Карьера

### «Сандерленд»
Маккоми родился в Инвернессе и начал свою карьеру в «Инвернесс Тисл». В декабре 1898 года он переехал на юг и присоединился к «Сандерленду». Он дебютировал за команду на выезде в матче против «Шеффилд Уэнсдей» 18 февраля 1899 года, в то время как основной правый защитник Филипп Бах был вызван на матч сборной Англии, Маккоми вышел на поле в основном составе на правый фланг, матч закончился победой «Сандерленда» с минимальным счётом. Бах не смог вернуть своё место в основе, в дальнейшем он сыграл только два матча, прежде чем был продан в «Мидлсбро».
Маккоми стал основным игроком в его первый полный сезон с «Сандерлендом», команда заняла третье место в турнирной таблице. В следующем сезоне Маккоми пропустил только одну игру, а «Сандерленд» закончил турнир на втором месте. Маккоми сыгрался с Джимми Уотсоном, такая связка защитников нравилась вратарю команды, Неду Дойгу. В этот период Маккоми сыграл три матча за сборную Шотландии, также в общей сложности у него в активе было 109 матчей лиги и кубка между февралём 1900 и февралём 1904 года - до перехода в «Ньюкасл».
В сезоне 1901/02 Маккоми пропустил заключительные восемь игр, а «Сандерленд» выиграл чемпионат, обойдя на три очка «Эвертон».
Его первым матчем за сборную Шотландию стала игра против Уэльса 9 марта 1903 года, шотландцы победили с минимальным счётом. В следующем матче против Англии 4 апреля Маккоми играл в защите со своими партнёрами по «Сандерленду», Дойгом и Уотсоном, в результате шотландцы победили со счётом 2:1.
В 1903 году в «Сандерленде» разгорелся финансовый скандал, связанный с Маккоми. Совет директоров «Сандерленда» дал игроку 100 фунтов стерлингов для того, чтобы он начал свой бизнес с надеждой на то, что он отработает деньги. Маккоми, однако, счёл эти деньги подарком и отказался вернуть их клубу. Футбольная ассоциация Англии начала расследование и согласилась с Маккоми, заявив, что это была «премия», кроме того, у «Сандерленда» были выявлены финансовые нарушения, что повлекло соответствующие санкции. «Сандерленд» был оштрафован на 250 фунтов, шесть директоров были отстранены от должностей на два с половиной года, а Алекс Мэки получил суспензии.
Вскоре после этого в феврале 1904 года Маккоми был продан принципиальному сопернику «Сандерленда», «Ньюкасл Юнайтед». Его последнее появление в составе «Сандерленда» 23 января 1904 года окончилось разгромной победой со счётом 6:0 над «Бери». За пять лет с «Сандерлендом» он сыграл в общей сложности 164 матча во всех турнирах, забив шесть мячей. Последний гол Маккоми провёл 1 января 1904 года в матче против своего будущего клуба, реализовав пенальти и принеся команде ничью 1:1 на «Рокер Парк».

### «Ньюкасл Юнайтед»
Он присоединился к «Ньюкасл Юнайтед» за 700 фунтов стерлингов. Это был рекордный трансфер в мировом футболе, этот рекорд был побит также с участием игрока «Сандерленда», Альфа Коммона.
Он дебютировал за «Ньюкасл» 13 февраля 1904 года в матче с «Ноттс Каунти», игра закончилась победой «Сорок» со счётом 4:1. 24 декабря 1904 года в своём первом матче на «Рокер Парк» в качестве игрока «Ньюкасла» он на первых минутах отметился автоголом, а «Сандерленд» выиграл со счётом 3:1. В своём первом полном сезоне на «Сент-Джеймс Парк» он пропустил всего три игры, а «Ньюкасл» выиграл чемпионат в первый раз в своей истории, опередив «Эвертон» всего на одно очко. Он сыграл ещё два матча за Шотландию, одержав победу со счётом 3:1 над Уэльсом 6 марта 1905 года и минимальное поражение от Англии 1 апреля. В последнем матче, сыгранном на спортивном центре «Кристал Пэлас», с ним на поле вышли партнёры по «Ньюкаслу»: Энди Эиткен, Питер Макуильям и Джеймс Хоуи.
Через две недели после своего последнего матча за Шотландию Маккоми в составе «Ньюкасла» на стадионе «Кристал Пэлас» проиграл со счётом 2:0 в финале кубка «Астон Вилле». Он вернулся на «Кристал Пэлас» в 1906 году на финал кубка Англии, но его команда снова проиграла, «Ньюкасл» минимально уступил «Эвертону».
«Ньюкасл» выиграл титул во второй раз в 1907 году, Маккоми сыграл 26 матчей. В сезоне 1908/09 Маккоми сыграл только один матч. Он оставался на «Сент-Джеймс Парк» до 1910 года, 27 апреля он сыграл последний матч, закончившийся разгромным поражением со счётом 4:0 в матче с «Астон Виллой».
За шесть лет карьеры в «Ньюкасле» он сыграл в общей сложности 132 матча за первую команду, голов не забивал.

### Поздняя карьера
После окончания карьеры игрока Маккоми остался в тренерском штабе «Ньюкасл Юнайтед», стремился стать первым тренером команды, но вышел в отставку в 1950 году и умер два года спустя, в 1952 году.

## Достижения
«Сандерленд»
- Первый дивизион Футбольной лиги (победитель): 1901/02

«Ньюкасл Юнайтед»
- Первый дивизион Футбольной лиги (победитель): 1904/05, 1905/06
- Кубок Англии (финалист): 1905, 1906